# 108-я мотострелковая дивизия
108-я мотострелковая Невельская дважды Краснознамённая дивизия — тактическое соединение сухопутных войск Вооружённых сил СССР и Вооружённых сил Узбекистана.
Сокращённое наименование — 108 мсд.

## История
Дивизия образована из 360-й стрелковой Невельской Краснознамённой дивизии, которая была сформирована в соответствии с постановлением Государственного Комитета Обороны от 13 августа 1941 года и приказом командующего войсками Приволжского военного округа генерал-лейтенанта Герасименко В. Ф. от 14 августа 1941 года.

### Боевой путь дивизии в годыВеликой Отечественной войны
Дивизия начала формироваться в городе Чкалове (ныне Оренбург), а некоторые её части и подразделения — в городах и сёлах Чкаловской области. К 1 октября 1941 года дивизия была укомплектована личным составом.
12 ноября 1941 года началась переброска на железнодорожных эшелонах 360-й стрелковой дивизии на запад. В составе войск Западного фронта части и подразделения дивизии занимали вторую линию обороны, возводили оборонительные сооружения, где и приняли первые удары врага.
25 декабря 1941 года приказом № 0508 Ставки Верховного Главнокомандования дивизия была включена в состав 4-й ударной армии Северо-Западного фронта.
29 января 1942 года дивизия начала наступление на город Велиж. В результате двухчасового боя 1-й батальон 1193-го стрелкового полка атакой с правого фланга ворвался в город и повёл уличные бои. На северную окраину города наступал 1197-й стрелковый полк. Одно из подразделений 1193-го стрелкового полка преградило пути отхода противнику и подхода его резервов на Невельском шоссе. К утру 30 января 1195-й стрелковый полк ударом с юго-запада перерезал Витебское шоссе, ворвался на окраину города и стал продвигаться к центру. С юго-востока, перейдя реку Западная Двина по льду, бойцы 1197-го стрелкового полка заняли окраину города. Таким образом, вражеский гарнизон в городе Велиж оказался полностью окружённым.
В боях за Великие Луки, продолжавшихся с 24 декабря 1942 года по 14 января 1943 года, подразделениями дивизии было уничтожено 23 орудия, 72 пулемёта, 5 шестиствольных миномётов, 30 автомашин, 81 танк и 4 самолёта, до 7000 солдат и офицеров противника. Посланная на помощь окружённому гарнизону 205-я пехотная дивизия вермахта не смогла пробиться к городу. Гарнизон противника был уничтожен а его солдаты частично взяты в плен.
В приказе командующего 3-й Ударной армией от 23 января 1943 года отмечено: «360 сд с поставленной задачей справилась. Противнику был нанесён удар и он был вынужден свернуть с того направления, на котором прочной стеной стояла 360-я стрелковая дивизия». За умелые действия в районе Великих Лук всему личному составу 360-й стрелковой дивизии была объявлена благодарность Верховного Главнокомандующего.
6 октября 1943 года после двухчасового боя дивизия овладела населёнными пунктами Волчьи Горы, Исаково, Герасимово, Красный Двор и перерезала шоссейную дорогу Невель-Велиж. На шоссе вслед за дивизией вышла 236-я танковая бригада и внезапным ударом ворвалась на улицы города Невель. К исходу дня дивизия выполнила ближайшую и последующую задачу; пройдя с боями 20 км, содействовала в овладении городом Невель. Части и подразделения дивизии разгромили 2-ю пехотную дивизию и 83-й полк противника.
Приказом Верховного Главнокомандующего от 7 октября 1943 года была объявлена благодарность личному составу дивизии и присвоено почётное наименование «Невельская».
3 февраля 1944 года дивизия предприняла наступление в направлении на Волково. В результате многочисленных боёв к 16 февраля овладела населёнными пунктами Волково, Горбачи, Брыли, Пруднаки и форсировала реку Зарановка.
До 10 апреля 1944 года дивизия вела бои на различных участках 1-го Прибалтийского фронта.
29 апреля 1944 года дивизия перешла в наступление и овладела опорными пунктами Глистинец, Тихонов, Ясиновцы. Немцы бросили в бой свежие резервы. Подразделения дивизии отбивали в день по 6-10 контратак. В ходе ожесточённых боев, продолжавшихся с 29 апреля по июнь месяц, дивизия измотала противника и 27 июня 1944 года, перейдя в решительное наступление, овладела населённым пунктом Ровное, прорвала немецкую оборону и стала продвигаться в направлении на Полоцк. 3a отличные боевые действия в боях за Полоцк дивизия получила третью благодарность Верховного Главнокомандующего и была награждена орденом Красного Знамени.
27 июля 1944 года разведчики, а вслед за ними и остальные подразделения 1193-го стрелкового полка вступили в Двинск. За выполнение поставленной боевой задачи по взятию города Двинск — важным железнодорожным узлом и мощным опорным пунктом немцев на Рижском направлении — дивизия получила четвёртую благодарность Верховного Главнокомандующего. 1193-му стрелковому полку было присвоено почётное наименование «Двинский». До конца 1944 года и в январе 1945 года дивизия вела бои в районе реки Вента (населённые пункты Завкалма, Дангас, Сунас, Личи). В результате упорных и ожесточённых боев дивизия форсировала реку Венту и значительно продвинулась вперёд.
В 1944 году дивизия прошла с боями от Полоцка до реки Венты свыше 335 км, освободила до 500 населённых пунктов, в том числе города Полоцк, Двинск, Дрисса, Волынцы и другие. Подразделениями дивизии уничтожено свыше 10 000 вражеских солдат и офицеров, 58 танков, 74 самоходных орудия, 160 пулемётов.
7 мая 1945 года дивизия форсировала реку Виесата, выбила с позиций оборонявшиеся части 205-й пехотной дивизии вермахта и стала преследовать отступавшего противника. 8 мая сопротивление немцев стало ослабевать, и к исходу дня более 600 солдат и офицеров было взято в плен. Преследуя деморализованные части противника, 8 мая дивизия овладела городом Кандава, 9 мая — местечком Сабиле. 1193-й стрелковый полк продолжил наступление, занял город и порт Виндава (ныне Вентспилс), вышел к Балтийскому морю.
9 мая дивизия приступила к разоружению капитулировавших частей противника: 205-я пехотной дивизии, 12-я танковой дивизии, 218-й пехотной дивизии, мотомеханизированной бригады, «курляндской» 24-й пехотной дивизии, 15-й и 19-й лёгких пехотных дивизий, 16-го и 38-го танковых корпусов.
За период Великой Отечественной войны дивизия с боями прошла свыше 850 километров, при передислокациях и манёврах преодолела путь протяжённостью 2500 км, освободив при этом более 2500 населённых пунктов. За это время ею было уничтожено свыше 50 000 гитлеровских солдат и офицеров, 100 танков, более 200 орудий и 650 пулемётов, захвачено в плен более 11 000 солдат и офицеров противника; захвачено 200 танков, 250 орудий, 800 пулемётов и много прочего вооружения и имущества. За отличные боевые действия в годы Великой Отечественной войны дивизия получила в общей сложности пять благодарностей Верховного Главнокомандующего. 1195-й стрелковый полк был награждён орденом Суворова III степени.
На 1945 год 360-я сд имела следующий состав:
- управление дивизии
- 1193-й стрелковый полк
- 1195-й стрелковый полк
- 1197-й стрелковый полк
- 920-й артиллерийский полк
- 664-й отдельный зенитный дивизион
- 419-я отдельная мотоциклетная разведывательная рота
- 808-й отдельный батальон связи
- 637-й отдельный сапёрный батальон
- 435-я отдельная рота химзащиты
- 472-я отдельная авторота подвоза
- 442-й отдельный медико-санитарный батальон
- 221-я полевая хлебопекарня

### Послевоенная история дивизии
По окончании боевых действий 360-я стрелковая дивизия входила в состав Ленинградского фронта. После его расформирования вошла в состав Прибалтийского военного округа.
В октябре 1945 года произошла передислокация 119-го стрелкового корпуса в Среднюю Азию. В составе корпуса находились 201-я, 360-я и 306-я стрелковые дивизии. Управление корпуса было размещено в Сталинабаде. 360-я сд была передислоцирована в город Термез, областной центр Сурхандарьинской области Узбекской ССР, находившийся на границе с Афганистаном. Дивизия вошла в состав Туркестанского военного округа.
К 1 ноября 1945 года дивизия полностью разместилась в военных городках в новых пунктах постоянной дислокации и до конца года перешла к занятиям по боевой и политической подготовкой.
В ноябре 1945 года в дивизии была проведена вторая очередь демобилизации старших возрастов; в ноябре-декабре части дивизии получили пополнение, подразделения были созданы по новым штатам.
В 1949 году был создан 17-й стрелковый корпус, в состав которой была переподчинена 360-я сд.
В послевоенное время из бригад некоторых артиллерийских дивизий формировались артиллерийские полки для стрелковых дивизий. Так 116-я Львовская тяжёлая гаубичная артиллерийская бригада 3-й артиллерийской дивизии прорыва была переформирована в 1074-й Львовский гаубичный артиллерийский полк 201-й стрелковой дивизии. В свою очередь 116-я Львовская тяжёлая гаубичная артиллерийская бригада была сформирована 11 сентября 1943 года на базе 360-го гаубичного артиллерийского полка.
В связи с переформированием в 1947 году 201-й стрелковой дивизии в 325-ю стрелковую бригаду, 1074-й артиллерийский полк вошёл в состав 360-й сд.
В апреле 1955 года 360-я стрелковая дивизия была переформирована в 62-ю стрелковую дивизию. С этим переформированием изменились порядковые номера полков:
- 1193-й стрелковый полк → 177-й мотострелковый полк
- 1195-й стрелковый полк → 180-й мотострелковый полк
- 1197-й стрелковый полк → 181-й мотострелковый полк

В 1957 году соединению дали новый порядковый номер — 108-я мотострелковая дивизия.
К концу 70-х годов 108-я мотострелковая дивизия являлась кадрированным (неполного состава) соединением.

### 108-я дивизия в Афганской войне

#### Развёртывание и ввод дивизии
В декабре 1979 года принимается решение Политбюро ЦК КПСС о вводе советских войск в Афганистан (ДРА). Поскольку все соединения в военных округах СССР, граничащих с Афганистаном, являлись кадрированными (неполного состава), происходит развёртывание мотострелковых дивизий САВО и КТуркВО, которые готовились к отправке в ДРА, до штата по военному времени.
В составе КТуркВО были в срочном порядке развёрнуты 5-я гв. мсд и 108-я мсд. В составе САВО была развёрнута 201-я мсд.
Все три дивизии имели увеличенный штат — в каждой из них было развёрнуто по четыре мотострелковых полка вместо обычных двух-трёх полков.
Личный состав был частично доукомплектован за счёт военнообязанных, призванных из запаса и военнослужащих, переброшенных из других военных округов и зарубежных групп войск.
В короткий двухнедельный срок все части дивизии были доукомплектованы призванными из запаса офицерами, солдатами и сержантами — так называемыми «партизанами». Призванными из запаса были жители среднеазиатских республик и юга Казахской ССР. Именно «партизаны» и составили до 80 % личного состава дивизии при вводе войск в Афганистан.
10 декабря 1979 года распоряжением Генерального штаба дивизия была приведена в повышенную боевую готовность, один мотострелковый и танковый полки — в полную. 13 декабря вся дивизия была приведена в полную боевую готовность. 24 декабря министр обороны СССР подписал директиву на ввод войск в Афганистан. Согласно директиве было определено время перехода госграницы — 15:00 25 декабря.
В 15:00 25 декабря 1979 года 108-я мсд начала переправу по понтонному мосту через реку Аму-Дарья напротив афганского города Хайратон, который находится на другом берегу от Термеза.
Первым подразделением Советской Армии вошедшим по суше на территорию Афганистана стал 781-й отдельный разведывательный батальон 108-й мсд. Одновременно государственную границу пересекли самолёты военно-транспортной авиации с частями 103-й гвардейской воздушно-десантной дивизии (ранее дислоцировавшейся в Витебске), которая перебрасывалась на аэропорт Кабула.
К середине дня 27 декабря в Кабул вошли передовые части 108-й мсд, которые усилили охрану военных административных объектов.
В ночь с 27 на 28 декабря в западные провинции Афганистан вошла 5-я гв. мсд.
3 января в состав 108-й мсд был включён четвёртый по счёту мотострелковый полк из состава САВО. Им был 186-й мотострелковый полк (186-й мсп) 68-й мотострелковой дивизии, передислоцированный в Термез из Алма-Аты Казахской ССР. До нового места дислокации под Кабулом 186-й мсп добрался только к концу февраля. Причиной этому было привлечение командованием 40-й общевойсковой армии 186-го мсп к подавлению вооружённого мятежа личного состава артиллерийского полка афганской армии, перешедшего на сторону вооружённой оппозиции, в населённом пункте Нахрин северо-восточной провинции Баглан.
К середине января 1980 года ввод главных сил 40-й общевойсковой армии в основном был завершён.
К весне 1980 года всех военнослужащих призванных из запаса «партизан» в личном составе дивизии заменили на прибывших из СССР военнослужащих срочной службы.

##### Ротация танковых полков
До ввода в ДРА в составе 108-й мсд имелся свой штатный танковый полк — 281-й танковый полк (в/ч 44077), который был сформирован в 1947 году на базе 845-го отдельного артиллерийского самоходного дивизиона (845-й осадн) той же 108-й мсд. Он остался на территории СССР по причине того, что имел устаревшее вооружение (Т-34, Т-44, БТР-152). Вместо него 28 января 1980 года в состав 108-й мсд из состава 201-й мсд был включён 234-й танковый Пермышльско-Берлинский Краснознамённый, ордена Суворова полк (234-й тп или в/ч 71177).
В свою очередь 234-й тп был передан в состав ранее кадрированной 201-й мсд, дислоцированной на территории Таджикской ССР и не имевшей до ввода собственного штатного танкового полка, от 58-й мотострелковой Рославльской дивизии, дислоцированной на территории Туркменской ССР.
Кроме 234-го тп в подчинение 201-й мсд до ввода войск передали второй по счёту танковый полк от 60-й танковой Севско-Варшавской Краснознамённой, ордена Суворова дивизии МВО — 285-й танковый Уманско-Варшавский Краснознамённый, ордена Кутузова полк (285-й тп).
К 1 сентября 1980 года дислоцированный в Кабуле 234-й тп был выведен в СССР — 108-я мсд снова оказалась без танкового полка.
В период с 30 декабря 1980 года по 5 января 1981 года, 285-й танковый полк (без 1-го танкового батальона оставшегося на усилении 860-го отдельного мотострелкового полка в г. Файзабад) был передислоцирован в г. Баграм провинции Парван, и переподчинён из состава 201-й мсд в состав 108-й мсд.

##### Вывод из состава дивизии 186-го мотострелкового полка
По первоначальному плану ввода войск в Афганистан, руководство ВС СССР предполагало задействовать четыре мотострелковые дивизии: 5-я гв. мсд и 58-я мсд — в западной части, 108-я мсд и 68-я мсд в восточной части Афганистана. Позже планы изменились и было решено не привлекать 68-ю мсд, которая прикрывала границу с Китаем. Она была заменена заменена на развёрнутую в кратчайшие сроки кадрированную 201-ю мсд, которая взяла под свою ответственность северо-восточные провинции Афганистана. После ввода войск, руководство ВС СССР оценив обстановку в юго-западных и восточных провинциях Афганистана, посчитала избыточным передислокацию туда мотострелковых дивизий. Вместо них было решено сформировать 2 мотострелковые бригады увеличенного состава — 70-ю отдельную гвардейскую и 66-ю отдельную.
1 марта 1980 года на базе полка сформирована 66-я отдельная мотострелковая бригада, которая была выведена из состава 108-й мсд и впоследствии передислоцирована в г. Джелалабад.

#### Боевая деятельность дивизии

##### Участки ответственности дивизии
Руководством ВС СССР для 108-й мсд были назначены следующие зоны ответственности (провинции и административные центры):
- Кабул — Кабул
- Парван — Чарикар
- Каписа — Махмудраки
- Лагман — Мехтарлам

Главные задачи для частей дивизии:
- сторожевое охранение столицы — города Кабул (совместно с частями 103-й гв.вдд)
- сторожевое охранение дороги н.п. Доши-Джелалабад[10], протяжённостью 325 километров.
- охрана плотины и ГЭС в Суроби[англ.]
- охрана военного аэродрома в г.Баграм

В связи с поставленными задачами, части 108-й мсд были распределены по участкам ответственности:
- Управление дивизии с частями дивизионного комплекта и 285-м танковым полком были расположены в пригороде г. Баграм — н.п. Куругулай (по советским картам — Калагулай).
- Управление 177-го мотострелкового полка и 738-го отдельного противотанкового артиллерийского дивизиона (738-й оптадн), расположились в городе Джабаль-Уссарадж[англ.], на выходе из ущелья реки Саланг, в котором проходит автомобильная дорога ведущая в СССР. Части полка расположились сторожевыми заставами вдоль дорог ведущих из г. Джабаль-Уссарадж в Кабул (до Калакана), Баграм, Махмудраки и в г. Гульбахор[англ.], который запирал выход из Панджшерского ущелья на Чарикарскую равнину.
- Управление 180-го мсп расположилось в Кабуле у штаба 40-й общевойсковой армии. Сторожевые заставы от полка охраняли ГЭС в Суроби, режимную зону вокруг аэродрома Баграма и участок дороги Кабул-Джелалабад совместно с подразделениями 738-го оптадн и 181-го мсп.
- Управление 181-го мсп и 1074-го артиллерийского полка (1074-й ап) разместились в одном военном городке на северной окраине Кабула, у дороги Кабул-Хайратон. Сторожевые заставы 181-го мсп были выставлены по окраинам Кабула и на участке Калакан-Кабул дороги Доши-Джелалабад совместно с 738-м оптадн.
- 1049-й зенитный артиллерийский полк выполнял задачу по противовоздушной обороне штаба 40-й общевойсковой армии в Кабуле и аэродрома в Баграме. В конце 1981 года полк был заменён на 1415-й зенитно-ракетный полк. В виду отсутствия воздушного противника к боевым действиям не привлекались.

##### Участие дивизии в боевых действиях
В период с 1980 года и до самого вывода войск в 1989 году части 108-й мотострелковой дивизии участвовали во всех боевых действиях в зоне её ответственности, а также привлекались к проведению крупных операций вне зоны ответственности.
Первый запланированный рейд, в котором участвовали подразделения 108-й мсд произошёл в период с 29 февраля по 11 марта 1980 года. Рейд являлся совместным. Кроме 2-го мотострелкового батальона 180-го мсп 108-й мсд усиленного танковой ротой, в нём участвовали ещё 3 батальона: от 317-го и 350-го парашютно-десантных полков 103-й гв.вдд и батальон от 66-го пехотного полка 11-й пехотной дивизии ВС ДРА. По существу данный рейд является первыми запланированными боевыми действиями Советской армии в Афганской войне. Наступавшие в авангарде десантники впервые в послевоенный период вступят в боевые действия и понесут тяжёлые потери.
Второй рейд, в котором участвовали подразделения 108-й мсд произошёл в период с 9 по 12 апреля 1980 года. Несмотря на малочисленность участвовавших формирований (около 1000 человек), во многих источниках рейд упоминается как Первая Панджшерская операция. От 108-й мсд к совместному рейду, в котором также участвовали подразделения 345-го опдп, 56-й одбшр и батальон правительственных войск ДРА, привлекались мотострелковый батальон и танковая рота от 177-го мсп и самоходная артиллерийская батарея от 1074-го ап.
С 15 по 29 мая 1982 года части дивизии участвовали в крупной операции в Панджшерском ущелье, в которой от 40-й общевойсковой армии было задействовано 12 000 военнослужащих. В операции участвовали подразделения от всех мотострелковых полков, артиллерийского полка и подразделений боевого обеспечения.
По окончании операции несколько подразделений дивизии остались в Панджшерском ущелье для усиления 177-го отдельного отряда специального назначения, который командованием 40-й общевойсковой армии был оставлен для блокирования формирований Ахмад Шах Масуда. В ходе противостояния длившегося почти 9 месяцев, Ахмад Шах Масуд вынужден был заключить перемирие с советским командованием, итогом которого стал вывод советских войск из ущелья 8 марта 1983 года.
К началу 1984 года Ахмад Шах Масуд нарушив перемирие активизировал свои действия против правительственных войск ДРА и советских войск. Особую напряжённость советскому командованию доставляло близкое расположение Панджшерского ущелья к единственной, стратегически важной автомобильной дороге, связывавшей Кабул с СССР, по которой производилось снабжение 40-й общевойсковой армии и правящего режима ДРА. Для руководства ВС СССР стал неизбежным вопрос о размещении в Панджшерском ущелье крупной воинской части для его блокирования. В связи со сложной политической ситуацией, из-за критики противников СССР за осуществлённый ввод войск в Афганистан, советское военное руководство не имело возможности вводить новые полки которых не хватало в противодействии афганским моджахедам. В связи с этим было принято решение о переформировании 285-го танкового полка (285-й тп) 108-й мотострелковой дивизии в мотострелковый полк, которым предполагалось заблокировать Панджшерское ущелье.
23 марта 1984 года было закончено переформирование 285-го тп. Формирование унаследовало почётные названия и награды предшественника и получило новое наименование: 682-й Уманско-Варшавский Краснознамённый Ордена Кутузова мотострелковый полк.
14 апреля 1984 года началась вторая крупная операция в Панджшерском ущелье. В этой операции участвовало более 11000 советских и 2600 афганских военнослужащих. Части 108-й мсд приняли в нём активное участие. Две недели спустя после начала операции, 30 апреля тяжёлые потери понёс 1-й мотострелковый батальон 682-го мсп (53 убитых, 58 раненых).
К окончанию операции 682-й мсп был размещён в н.п. Руха. С первых дней дислокации в н. п. Руха 682-й мсп оказался в тяжёлой тактической ситуации «Стояние в Рухе» — ситуация с 682-м мотострелковым полком, в которой находился 3 года и 10 месяцев. На время нахождения 682-го мсп в ущелье — большее количество формирований Ахмад Шах Масуда действительно оказалось скованными мотострелками, полностью перекрывшими сквозной проход через ущелье. В связи с особо тяжёлыми условиями снабжения гарнизона в Рухе, который фактически находился на блокадном положении, и высоких людских потерь из-за постоянных огневых контактов с душманами, этот полк и приданные ему подразделения, были с боями выведены 26 мая 1988 года. Вместе с ним был одновременно выведен гарнизон из н. п. Анава. После вывода из Рухи, 682-й мсп был рассредоточен по сторожевым заставам на трассе Кабул—Хайратон, со штабом в г. Джабаль-Уссарадж возле штаба 177-го мсп той же 108-й мсд.
В период с 19 мая по 12 июня 1985 года подразделения 108-й мсд приняли участие в крупной операции в провинции Кунар, в которой в общей сложности были привлечены 17 000 советских и афганских военнослужащих.
В период с 23 ноября 1987 по 10 января 1988 дивизия участвовала в операция «Магистраль», целью которой было снятие блокады с приграничного города Хост и проводки туда крупной автоколонны со снабжением осаждённого гарнизона и местного населения.

##### Эксперименты с дивизионной артиллерией
В ходе Афганской войны в частях 40-й общевойсковой армии проводились многочисленные мероприятия по оптимизации штатной структуры, а также выявлению более эффективных способов применения вооружения. С этой целью на основании доклада генерал-лейтенанта Меримского, исполнявшего обязанности заместителя начальника Оперативной группы МО СССР в ДРА, было решено провести эксперимент по усилению огневых средств дивизионной артиллерии. На тот исторический период основа дивизионной артиллерии мотострелковой дивизии Советской армии представляла собой артиллерийский полк из 4 дивизионов имеющих 3 образца вооружения: 2 гаубичных дивизиона Д-30, реактивный дивизион БМ-21 «Град» и дивизион самоходных установок 2С3 «Акация».
Руководство ВС СССР решило в практических условиях выяснить эффект от использования крупнокалиберных орудий для разрушения глинобитных зданий с толстыми стенами, дувалов (глинобитных стен), пещер и укрытий сооружаемых из камней которые использовали афганские моджахеды.
С этой целью в порядке эксперимента было решено провести реорганизацию в 1074-м артиллерийском полку и в 28-м армейском артиллерийском полку.

… Таким образом, армия не располагает средствами, кроме истребительно-бомбардировочной авиации, для разрушения глинобитных зданий с толщиной стен до 2 м, дувалов, пещер, укрытий из камней и т. п., за которыми укрываются мятежники, так как для этого нужны артиллерийские системы калибра не менее 152-мм. 
Степень огневого поражения противника снизилась.
Далее предлагалось провести исследование по использованию новых крупнокалиберных, высокоточных дальнобойных систем для решения различных задач в условиях Афганистана. Для проведения исследования создать опытную организацию и заменить в одном дивизионе артиллерийского полка 108-й мотострелковой дивизии 122-мм гаубицы на две батареи М-240 минометов «Тюльпан» и две батареи 152-мм орудий «Гиацинт»….— Меримский В. А.  «В погоне за "львом Панджшера"»
В итоге экспериментов со штатной структурой, в период с начала 1985 по конец 1986 года, 1074-й артиллерийский полк 108-й мсд являлся единственным артиллерийским полком в сухопутных войсках, имевшим на своём вооружении одновременно 6 типов орудий вместо штатных 3 или 1.
В целях указанного эксперимента в 1074-м ап с начала 1984 года переформировали 2-й гаубичный артиллерийский дивизион во 2-й смешанный артиллерийский дивизион. Сформировали две пушечные артиллерийские батареи 152 мм буксируемых пушек 2А36 «Гиацинт» и одну миномётную батарею буксируемых миномётов М-240. С начала 1985 по конец 1986 миномёты М-240 постепенно были заменены на их самоходный вариант — 240 мм миномёт 2С4 «Тюльпан».
На момент вывода из Афганистана, в конце декабря 1988 года, 1074-й ап располагал 5 типами орудий — 2С3 (18 единиц), Д-30 (18 ед.), БМ-21 (18 ед.), 2А36 (8 ед.), 2С4 (4 ед.).
11 февраля 1989 г. дивизия действуя в арьергарде 40-й общевойсковой армии была выведена из Афганистана и сосредоточена в Термезе.

##### «Стояние в Рухе» — ситуация с 682-м мотострелковым полком
Критическая ситуация в которой находился личный состав 682-го мотострелкового полка в период с 26 апреля 1984 года по 25 мая 1988 года.

#### Потери личного состава 108-й мсд в Афганской войне
За период с 1 января 1980 года до 1 сентября 1988 года (за 4 с половиной месяца до полного вывода войск) безвозвратные потери дивизии (убитые, умершие от ран и болезней, скончавшиеся в результате несчастных случаев) составили — 2972 военнослужащих.

Для сравнения, за тот же период 5-я гв. мсд потеряла 1135, а 103-я гв. вдд — 902 военнослужащих.

#### Состав и места дислокации частей108-й мсдв ОКСВА
Состав дивизии и дислокаций частей:
- Управление дивизии (в/ч 51854) а также части при нём — г. Баграм район пригорода Куругулай.
  - Агитотряд
  - Хлебопекарня
  - Военная пожарная команда
  - 632-я станция фельдъегерско-почтовой связи (в/ч 84400)
  - 545-я батарея управления и артиллерийской разведки (в/ч 51854"А")
  - 581-й банно-прачечный пункт (в/ч 51854"Т")
  - Комендантская рота (в/ч 51854"К")
  - Полевое учреждение Госбанка СССР
  - 113-я отдельная огнемётная рота (в/ч 83599) — до 01.03.1985 — 113-я отдельная рота химической защиты
- 177-й мотострелковый Двинский полк (в/ч 51863) — г. Джабаль-Уссарадж.
- 180-й мотострелковый Краснознамённый ордена Суворова полк (в/ч 51884) — Кабул (район Даруламан). В обиходной речи — «Придворный полк» — из-за дислокации возле штаба 40-й общевойсковой армии находившегося во дворце Тадж-Бек.
- 181-й мотострелковый полк (в/ч 51932) — Кабул (район Хаирхана)
- 285-й танковый Уманьско-Варшавский Краснознамённый, ордена Кутузова полк — Баграм. Переформирован 15 марта 1984 г. в 682-й мсп
- 682-й мотострелковый Уманьско-Варшавский Краснознамённый, ордена Кутузова полк — до мая 1984 — Баграм. С мая 1984 — н.п. Руха в ущелье Панджшер. 25 мая 1988 года с боями выведен из ущелья Панджшер и рассредоточен по сторожевым заставам вокруг «Чарикарской зелёнки» со штабом полка в г. Джабаль-Уссарадж
- 1074-й Львовский Краснознамённый ордена Богдана Хмельницкого артиллерийский полк (в/ч 71184) — Кабул (район Хаирхана)
- 1049-й зенитно-артиллерийский полк (в/ч 71206) — Кабул (район Даруламан). 1 декабря 1981 года убыл в состав ПриВО, взамен прибыл 1415-й зенитно-ракетный полк
- 1415-й зенитный ракетный полк (в/ч 47064) — Кабул (район Даруламан). Выведен 20 октября 1986 года
- 781-й отдельный разведывательный ордена Красной Звезды батальон (в/ч 71240) — Баграм
- 738-й отдельный противотанковый артдивизион (в/ч 83565)— Джабаль-Уссарадж.
- 271-й отдельный инженерно-сапёрный батальон (в/ч 83596) — Баграм
- 808-й отдельный батальон связи (в/ч 83572) — Баграм
- 1003-й отдельный батальон материального обеспечения (в/ч 93978) — Баграм
- 333-й ремонтно-восстановительный батальон (в/ч 93987) — Баграм.
- 100-й отдельный медицинский батальон (в/ч 93982) — Баграм.
- 646-й отдельный ракетный дивизион (в/ч 71227) — Баграм. Выведен 1 сентября 1980 года

### После вывода из Афганистана
После февраля 1989 года части и подразделения дивизии были размещены для постоянной дислокации в городах и посёлках Сурхандарьинский области Узбекской ССР в следующем составе:
- штаб и управление — г. Термез
- 180-й мотострелковый полк на БМП — г. Термез
- 177-й мотострелковый полк на БТР — г. Термез (крепость)
- 181-й мотострелковый полк на БТР — пос. Учкизил
- 285-й танковый полк — г. Термез (северные ворота города). Заново сформирован из 682мсп.
- 1074-й артиллерийский полк — г. Термез (северные ворота города)
- 1415-й зенитный ракетный полк — г. Термез (крепость)
- 646-й отдельный ракетный дивизион — г. Термез (северные ворота)
- 738-й отдельный противотанковый дивизион — г. Термез (северные ворота)
- 781-й отдельный разведывательный батальон — г. Термез (северные ворота)
- 808-й отдельный батальон связи — г. Термез
- 271-й отдельный инженерно-сапёрный батальон — г. Термез
- 100-й отдельный медицинский батальон — г. Термез
- 1003-й отдельный батальон материального обеспечения — г. Термез
- 333-й отдельный ремонтно-восстановительный батальон — г. Термез (северные ворота)
- 113-я отдельная рота химической защиты — г. Термез (северные ворота)
- комендатская рота — г. Термез (крепость)
- 720-й учебный центр (впоследствии 787-й учебный мотострелковый полк).

После вывода войск из Афганистана, части и подразделения дивизии, используя опыт ведения боевых действий в горно-пустынной местности, усиленно занимались боевой подготовкой. Через дивизию продолжалось обеспечение вооружением, техникой, боеприпасами и военным имуществом афганской армии. К примеру 15 мая 1989 года через Мост Дружбы прошла колонна из 130 танков Т-62 и другой техники, которые в речном порту Хайратон были переданы на комплектование танковой бригады и батальона МГБ Афганистана. Техника, подготовленная специалистами дивизии, успешно дошла до Кабула и принимала участие в боях против антиправительственных сил.

### 108-я мсд в Вооружённых Силах Узбекистана
С января 1992 года дивизия входит в состав Вооружённых Сил Узбекистана.
В 1992—1993 годах продолжилось ухудшение обстановки в Афганистане, а в Таджикистане началась Гражданская война.
В создавшихся условиях руководство Республики Узбекистан, выполняя Устав ОДКБ, отправляет части 108-й мсд и 15-й отдельной бригады специального назначения на совместную, с 201-й мсд ВС РФ, боевую задачу по уничтожению военизированных группировок таджикской оппозиции и афганских моджахедов на территории Республики Таджикистан.
В декабре 1993 года указом Президента Республики Узбекистан, в связи с переходом структуры войск на бригадное комплектование, 108-я мсд была расформирована, а её части и подразделения после переформирования, вошли в состав 1-го армейского корпуса (1-й АК) с дислокацией штаба в г.Самарканд, часть из них перешла в Центральное подчинение.
Произошло следующее переформирование полков, отдельных батальонов и дивизионов 108-й мотострелковой Невельской дивизии:
- 180-й мотострелковый полк переформирован → 7-я мотострелковая бригада (7-я мсбр или в/ч 11506), г. Термез → пос.Кокайты Сурхандарьинской области (после 1996 года)
- 177-й мотострелковый полк переформирован → 3-я мсбр (в/ч 28803), г. Навои
- 181-й мотострелковый полк переформирован → 21-я мсбр (в/ч 36691), пос.Хайрабад Сурхандарьинской области
- 285-й танковый полк → 22-я мсбр (в/ч 44278), г.Шерабад Сурхандарьинской области
- 1074-й артиллерийский полк → 23-я артиллерийская бригада (в/ч 54831), г. Ангор Сурхандарьинской области
- 1415-й зенитный ракетный полк → 193-я зенитно-ракетная бригада (в/ч 25858), г.Шерабад Сурхандарьинской области
- 271-й отдельный инженерно-сапёрный батальон → 80-ю инженерно-сапёрную бригаду (в/ч 93866), г. Ангор Сурхандарьинской области
- 738-й отдельный противотанковый дивизион → 6-й оптдн (в/ч 62387), г. Ангор Сурхандарьинской области
- 333-й отдельный ремонтно-восстановительный батальон → 101-й орвб (в/ч 49976), г.Шерабад Сурхандарьинской области
- 781-й отдельный разведывательный батальон → 50-й отдельный батальон разведки и радиоэлектронной борьбы (50-й обрРЭБ или в/ч 71308), г. Термез. (расформирован в 2001 году).

В 2000 году, в результате проводимой реформы в Министерстве обороны Республики Узбекистан, образован Юго-Западный особый военный округ со штабом в г. Карши. В его составе в настоящее время находятся формирования бывшей 108-й мсд.

### Ситуация с боевыми знамёнами
Ситуация с боевыми знамёнами:
- 108-я мотострелковая Невельская дважды Краснознамённая дивизия в период с 60-х годов по декабрь 1993 года в качестве Боевого Знамени использовала Боевое Знамя 360-й стрелковой Невельской Краснознамённой дивизии, на базе которой была сформирована[1].
- 682-й мотострелковый Уманьско-Варшавский Краснознамённый, ордена Кутузова полк 108-й мсд в период с марта 1984 года по февраль 1989 года в качестве Боевого Знамени использовала Боевое Знамя 285-го танкового Уманьско-Варшавского Краснознамённого, ордена Кутузова полка 108-й мсд, на базе которого был сформирован[19].

## Награды 108-й дивизии
За время ведения боевых действий в Афганистане военнослужащие 108-й дивизии были награждены следующими орденами и медалями:
- орден Ленина — 28 человек;
- орден Красного Знамени — 196 человек;
- орден Красной Звезды — 7693 человека;
- орден «За службу Родине в ВС СССР» — 722 человека;
- медаль «За отвагу» — 6958 человек;
- медаль «За боевые заслуги» — 6669 человек.

## Герои 108-й дивизии
За мужество и героизм, следующие военнослужащие 108-й мотострелковой дивизии, были удостоены звания Героя Советского Союза:
- Аушев Руслан Султанович. Сайт «Герои страны».
- Кремениш Николай Иванович. Сайт «Герои страны».
- Шиков Юрий Алексеевич. Сайт «Герои страны».
- Гринчак Валерий Иванович. Сайт «Герои страны».
- Высоцкий Евгений Васильевич. Сайт «Герои страны».
- Анфиногенов Николай Яковлевич. Сайт «Герои страны».
- Шахворостов Андрей Евгеньевич. Сайт «Герои страны».
- Соколов Борис Иннокентьевич. Сайт «Герои страны».
- Громов Борис Всеволодович. Сайт «Герои страны».

## Командиры 108-й дивизии
Неполный список командиров 108-й мотострелковой дивизии:

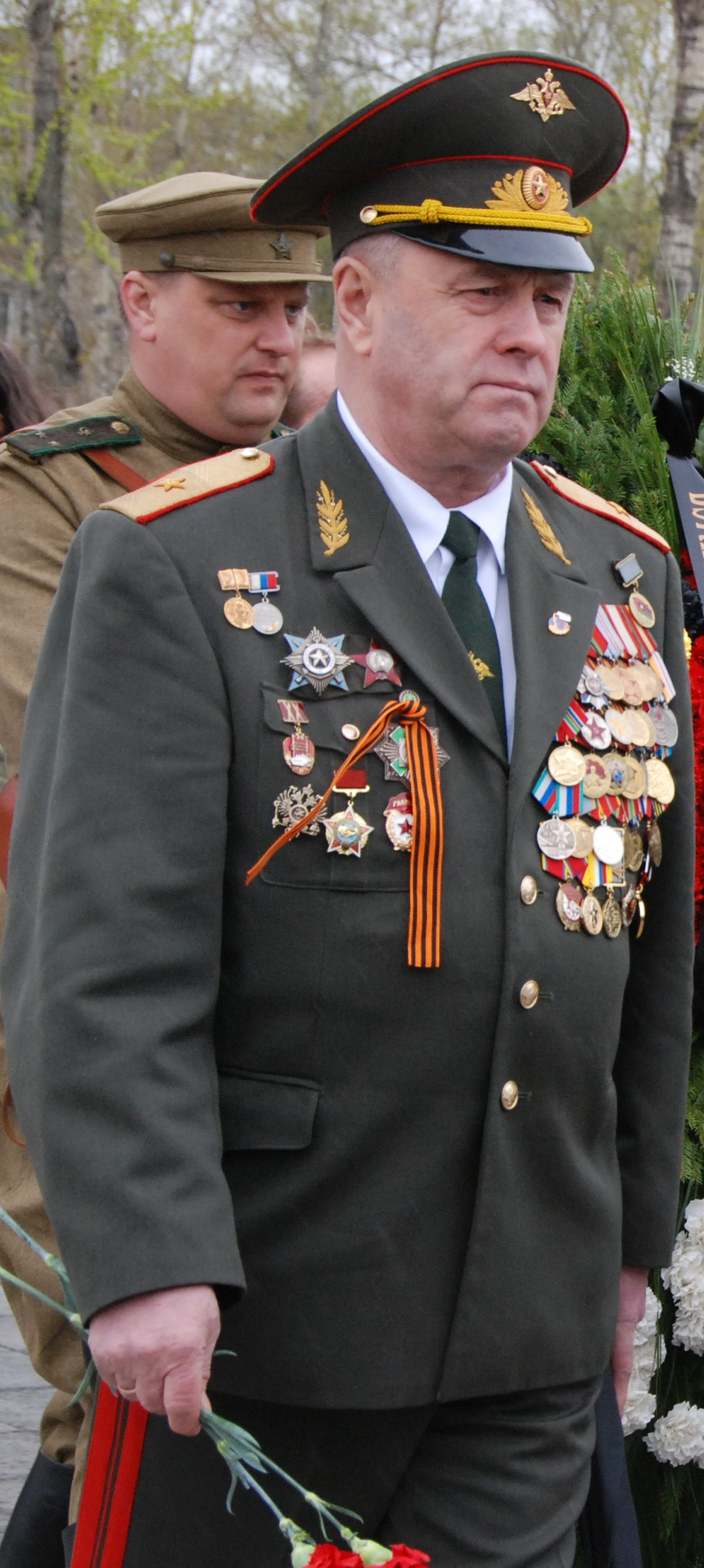
Скоблов Валерий Николаевич
Командир 108-й мсд
1984 год

- Кузьмин, Константин Александрович — в декабре 1979 года вводил дивизию в ДРА,
- Миронов, Валерий Иванович — 1979—1982
- Уставщиков, Григорий Иванович — 1982—1983
- Логинов, Виктор Дмитриевич — 1983—1984,
- Скоблов, Валерий Николаевич — июнь 1984 — октябрь 1984
- Исаев, Василий Иванович — 1984—1986
- Барынькин, Виктор Михайлович — 1986—1988
- Клынкин, Юрий Андреевич — 1988—1989